# 百纳千成
北京百纳千成影视股份有限公司（英語：Beijing Baination Pictures Co.,Ltd.；深交所：300291，简称：百纳千成），曾称北京华录百纳影视股份有限公司、北京华录百纳影视有限公司，是中国内地一家主要从事电视剧投资、制作、发行的专业影视公司，于2002年成立。该公司曾为中国华录集团有限公司控股的国营电视制作机构，后于2018年进行混合所有制改革，成为盈峰集团旗下公司，并于2022年5月底更为现名。

## 厂牌

### 剧集
- 美纳光璟
- 林下之风

### 电影
- 东方美之
- 北京精彩

## 作品

### 电视剧
2003年
- 《缘海情天》《少年四大名捕》《浴血男儿》《十八岁的天空》

2004年
- 《汉武大帝》《荆轲传奇》《绝对计划》《苦菜花》《铁血青春》《无盐女》

2005年
- 《哭也不流泪》《使命》《问君能有几多愁》《迎春花》《朱元璋》

2006年
- 《大工匠》《局中局》《山菊花》《贞观之治》

2007年
- 《白色巨塔》《对峙》《女生日记》《双面胶》《旗舰》《岁月》

2008年
- 《豪门金枝》《万历首辅张居正》《王贵与安娜》

2009年
- 《苍穹之昴》《难为女儿红》《媳妇的美好时代》

2010年
- 《红楼梦》《黎明之前》《谁知女人心》《我的美丽人生》《淘气包马小跳》

2011年
- 《永不磨灭的番号》《浪漫向左，婚姻往右》《吃亏是福》

2012年
- 《时尚女编辑》《青春四十》《老爸的爱情》《金太狼的幸福生活》《中国骑兵》

2013年
- 《天真遇到现实》《战雷》《风雷动》《咱们结婚吧》

2014年
- 《美丽的契约》《金战》《勇敢的心》《婚姻料理》《战魂》

2015年
- 《嘿，老头！》《暖男的爱情与战争》《婚姻时差》《春江英雄之秀才遇到兵》《铁在烧》《岁月如金》《桃花运》《爸爸快长大》

2016年
- 《爱情万万岁》

2017年
- 《职场是个技术活》《深夜食堂》《职场是个技术活》《我不是精英》《丽姬传》(中和传媒、华熙泰和合作)

2018年
- 《我的青春遇见你》
- 待播
- 《蔓蔓青萝》(中影电视、唐德影视合作)《读心》

### 綜藝節目
- 《笑傲江湖》《女神的新衣》《造梦者》《前往世界的尽头》《女神新装》

### 电影
2009年
- 《建国大业》、《大内密探灵灵狗》、《刺陵》

2010年
- 《未来警察》

2011年
- 《夏天的拉花》

2014年
- 《痞子英雄2：黎明再起》

## 艺人
- 男演员：黄文豪、马少骅、涂松岩、王伯昭、朱亚文、蔡一鸣、于震、黄海波
- 女演员：潘之琳、高铮、潘禹彤、奚慧苓、商蓉、傅冲、阿斯茹[3]、海清

## 奬項
- 2012年 第九届 全国十佳电视制片 十佳电视剧出品单位
- 2014年 第十届 全国十佳电视制片 十佳电视剧出品单位
- 2016年 第19届华鼎奖 中国百强电视剧最佳制作机构